# Róbert Vittek
Róbert Vittek, slovaški nogometaš, * 1. april 1982, Bratislava, Češkoslovaška.
Vittek je nazadnje igral za Slovan Bratislavo, med letoma 2001 in 2016 je bil član slovaške reprezentance.

## Klubska kariera
Vittek je svojo kariero pričel pri bratislavskem Slovanu, za katerega je igral med letoma 1999 in 2003 ter zanj na 101 tekmi dosegel solidnih 47 zadetkov. Dobre strelske predstave so mu leta 2003 omogočile prestop v Nürnberg, ki je tedaj tekmoval še v drugi nemški ligi (2. Bundesliga). Nürnbergu je Vittek v sezoni 2003/04 pomagal do vnovičnega preboja v Bundesligo.
V prvoligaški sezoni 2004/05 je nato dosegel skromnih 5 golov in zdelo se je že, da njegove igre zahajajo v povprečnost, saj do zimskega premora v sezoni 2005/06 sploh ni zatresel mreže. Po premoru pa je eksplodiral in na preostalih 16 tekmah zabil 16 golov ter tako postal eden tedaj najbolj vročih igralcev nemške Bundeslige. V 24. in 25. kolu je podrl ligaški rekord, saj je postal prvi igralec v zgodovini, ki je na dveh zaporednih tekmah Bundeslige dosegel kar 6 zadetkov. Skupaj je Vittek na petih tekmah v sezoni dosegel vsaj dva zadetka, s 16 zadetki pa se je uvrstil na 5. mesto ligaške lestvice strelcev. Njegov vzpon forme je pozitivno vplival tudi na Nürnbergovo uvrstitev na lestvici, saj so se Vittek in soigralci iz območja skorajšnjega izpada povzpeli na 8. mesto.
Odlične predstave v sezoni 2005/06 so mu tudi krepko dvignile ceno na nogometnem tržišču in zanj naj bi se v tistem času potegoval še en nemški prvoligaš, Hamburger SV. Junija 2006 je zanj Dinamo Kijev ponudil 10 milijonov evrov, a je Nürnberg zavrnil ponudbo. V lov za slovaškega strelca se je podal še en vzhodnoevropski klub, Lokomotiva Moskva, a do prestopa ni prišlo. Vittek je ostal v Nürnbergu, toda ni več dosegel stare forme in po dveh po učinku skromnejših sezonah je sledila selitev v Francijo, k moštvu Lille OSC. Francozi so Nürnbergu izplačali 5,5 milijonov evrov odškodnine. Vittek se v Franciji ni znašel in 1. februarja 2010 ga je Lille za pol leta posodil turškemu prvoligašu Ankaragücüju. V Turčiji so bili z njegovimi predstavami zadovoljni in so po preteku polovice leta odkupili njegovo pogodbo od Lilla.

## Reprezentančna kariera
Vittek od leta 2001 nastopa tudi za slovaško reprezentanco. Z več kot 70 nastopi je eden najizkušenejših igralcev, večkrat je od igralcev njegove generacije v reprezentančnem dresu zaigral le Miroslav Karhan. Vittek je bil eden najzaslužnejših mož ob uvrstitvi Slovaške na Svetovno prvenstvo 2010, kar je bila zgodovinska prva uvrstitev samostojne Slovaške na veliko tekmovanje. V Južni Afriki se je Vittek že na prvi tekmi proti Novi Zelandiji vpisal med strelce, tekma se je naposled končala z zadetkom Novozelandcev v zadnji minuti in remijem 1-1. Po porazu s Paragvajem se je Slovaška za napredovanje pomerila z aktualnimi svetovnimi prvaki Italijani in presenetljivo slavila z izidom 3-2. Vittek je pri zmagi z dvema zadetkoma prispeval levji delež, tretji slovaški gol pa je dosegel Kamil Kopúnek. Vittek se je med strelce vpisal tudi v osmini finala, ko je z enajstmetrovke dosegel tolažilni zadetek za Slovake ob porazu z 1-2 proti Nizozemski.

### Reprezentančni zadetki
| #  | Datum             | Prizorišče           | Nasprotnik     | Zadel za | Končni izid | Tekmovanje                          |
| -- | ----------------- | -------------------- | -------------- | -------- | ----------- | ----------------------------------- |
| 1  | 15. avgust 2001   | Bratislava, Slovaška | Iran           | 3–2      | 3–4         | prijateljska tekma                  |
| 2  | 12. februar 2003  | Larnaka, Ciper       | Romunija       | 1–0      | 1–2         | prijateljska tekma                  |
| 3  | 13. februar 2003  | Larnaka, Ciper       | Ciper          | 2–1      | 3–1         | prijateljska tekma                  |
| 4  | 13. februar 2003  | Larnaka, Ciper       | Ciper          | 3–1      | 3–1         | prijateljska tekma                  |
| 5  | 11. oktober 2003  | Vaduz, Lihtenštajn   | Lihtenštajn    | 1–0      | 2–0         | kvalifikacije za Evropsko prvenstvo |
| 6  | 11. oktober 2003  | Vaduz, Lihtenštajn   | Lihtenštajn    | 2–0      | 2–0         | kvalifikacije za Evropsko prvenstvo |
| 7  | 18. avgust 2004   | Bratislava, Slovaška | Luksemburg     | 1–1      | 3–1         | kvalifikacije za Svetovno prvenstvo |
| 8  | 4. september 2004 | Moskva, Rusija       | Rusija         | 1–1      | 1–1         | kvalifikacije za Svetovno prvenstvo |
| 9  | 8. september 2004 | Bratislava, Slovaška | Lihtenštajn    | 1–0      | 7–0         | kvalifikacije za Svetovno prvenstvo |
| 10 | 8. september 2004 | Bratislava, Slovaška | Lihtenštajn    | 3–0      | 7–0         | kvalifikacije za Svetovno prvenstvo |
| 11 | 8. september 2004 | Bratislava, Slovaška | Lihtenštajn    | 4–0      | 7–0         | kvalifikacije za Svetovno prvenstvo |
| 12 | 9. februar 2005   | Larnaka, Ciper       | Romunija       | 1–0      | 2–2         | prijateljska tekma                  |
| 13 | 7. september 2005 | Riga, Latvija        | Latvija        | 1–0      | 1–1         | Kvalifikacije za Svetovno prvenstvo |
| 14 | 7. oktober 2006   | Cardiff, Wales       | Wales          | 5–1      | 5–1         | Kvalifikacije za Evropsko prvenstvo |
| 15 | 24. marec 2007    | Nikozija, Ciper      | Ciper          | 1–1      | 3–1         | kvalifikacije za Evropsko prvenstvo |
| 16 | 19. november 2008 | Žilina, Slovaška     | Lihtenštajn    | 3–0      | 4–0         | prijateljska tekma                  |
| 17 | 10. februar 2009  | Limassol, Ciper      | Ukrajina       | 1–1      | 2–3         | prijateljska tekma                  |
| 18 | 12. avgust 2009   | Reykjavík, Islandija | Islandija      | 1–0      | 1–1         | prijateljska tekma                  |
| 19 | 5. junij 2010     | Bratislava, Slovaška | Kostarika      | 2–0      | 3–0         | prijateljska tekma                  |
| 20 | 15. junij 2010    | Rustenburg, JAR      | Nova Zelandija | 1–0      | 1–1         | Svetovno prvenstvo, skupina F       |
| 21 | 24. junij 2010    | Johannesburg, JAR    | Italija        | 1–0      | 3–2         | Svetovno prvenstvo, skupina F       |
| 22 | 24. junij 2010    | Johannesburg, JAR    | Italija        | 2–0      | 3–2         | Svetovno prvenstvo, skupina F       |
| 23 | 28. junij 2010    | Durban, JAR          | Nizozemska     | 1–2      | 1–2         | Svetovno prvenstvo, osmina finala   |